# 高处作业吊篮
吊篮是通过架设在建筑物上部的悬挂机构，用钢丝绳沿建筑物立面悬挂的，依靠电机驱动作上下移动平台的一种悬挂式载人高空作业设备，属于非常设性吊篮。

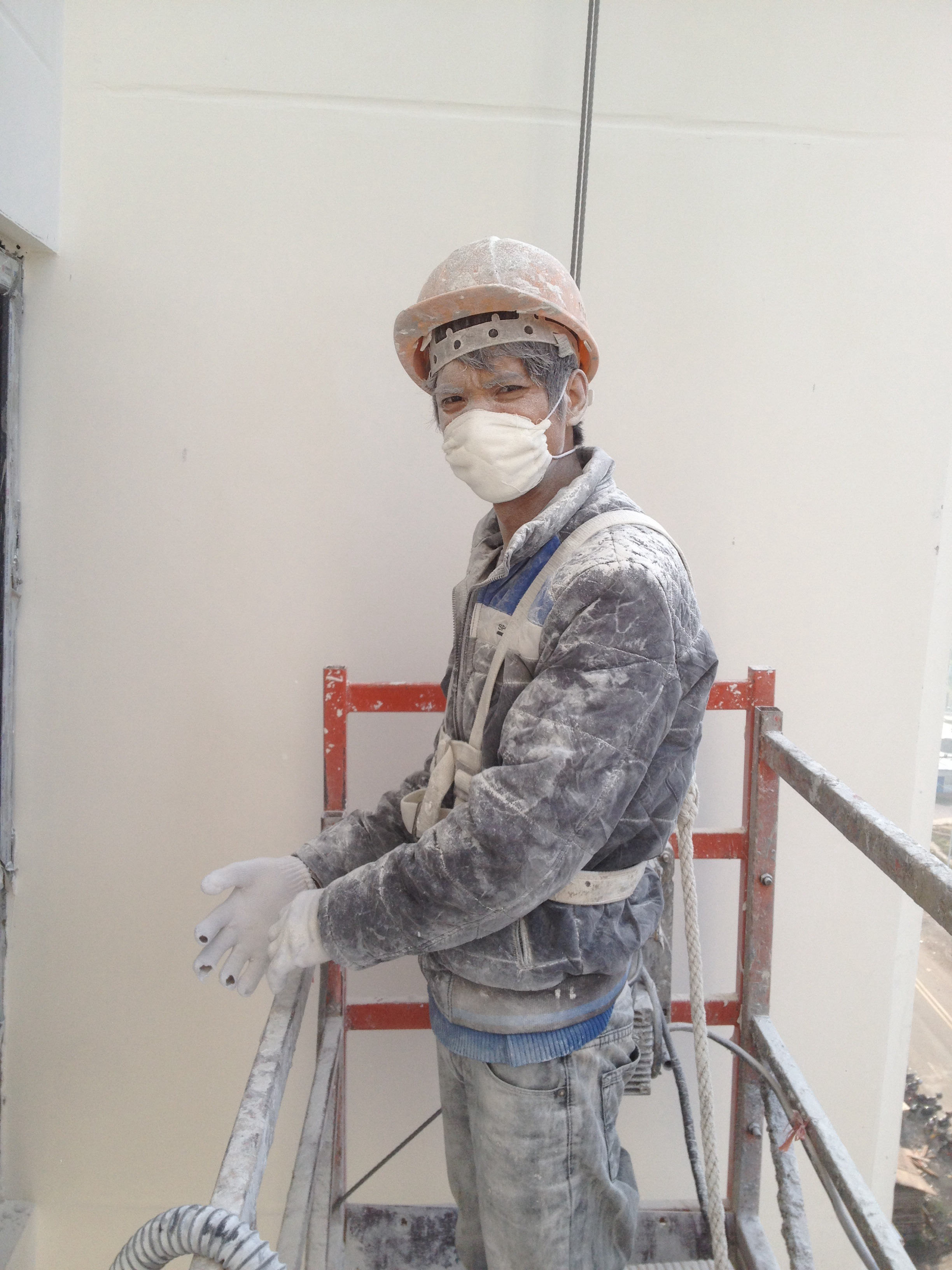
在建筑工地上使用吊篮的农民工

## 简介
吊篮整机由悬挂机构、悬吊平台、提升机、安全锁、工作钢丝绳、安全钢丝绳、和电器箱及电气控制系统等主要部分组成。

## 用途
1、高层建筑的外墙施工和装修或幕墙和外墙构建的安装。
2、高层建筑的外墙维修、保养及清洗。
3、大型工程如大型罐体、烟囱、水坝、桥梁和井架的施工，检查保养及维修。
4、大型船体的焊接，清洗和油漆。
5、高处广告牌的安装。

## 法規工時

### 台灣
- 法源：中華民國勞動部高架作業勞工保護措施標準[2][3]
  - 規範：兩公尺以上，五公尺以下為高架作業，每兩小時需要休息20分鐘；五公尺到二十公尺每兩小時需要休息25分鐘；二十公尺以上需要休息40分鐘